# Fernandinho Beat Box
Fernando da Silva Pereira (São Paulo, 7 de julho de 1975), mais conhecido pelo seu nome artístico Fernandinho Beat Box, é um beat boxer e rapper brasileiro, conhecido por propagar este subgênero do hip hop no país.

## Biografia
Fernando se identificou com a arte do som de boca ainda jovem através de um filme de break, deste momento em diante começou a praticar e não parou mais, hoje reconhecido em diversos países. Fernandinho faz shows com Marcelo D2 e tem um projeto solo paralelo, onde é rapper. Ele começou a sua carreira em 1999 quando formou junto com Gaspar o grupo de rap Z'África Brasil,em 2005 mas saiu após brigas,  conheceu D2 em um festival de Florianópolis. Em maio de 2012, Fernandinho lançou seu primeiro álbum Caminho Estreito pelo selo musical LabelA, com participações de Seu Jorge, Renan Samam, Tita Lima em parceria com Renan Saian. O selo também produziu e gravou o CD nos Estúdio Angels em São Paulo e lançou videoclipe, intitulado "Samba de Boca". Participou da abertura do Video Music Brasil, programa anual de música na MTV, junto com Marcelo Adnet, Sandy, Marcelo Gross (Cachorro Grande) e o próprio Marcelo D2.
No dia 8 de setembro de 2020, foi confirmado como um dos vinte participantes da décima segunda temporada do reality show A Fazenda, sendo o primeiro eliminado da competição em uma roça contra Lucas Cartolouco e Raissa Barbosa com 22,45% dos votos para ficar.
Depois de sua participação em A Fazenda, foi convidado pela RecordTV para ser um dos 100 jurados da primeira temporada do talent show Canta Comigo Teen. Ele também fez parte como um dos jurados do Canta Comigo 3 e mais tarde da segunda temporada de Canta Comigo Teen.

## Filmografia
| Ano           | Título            | Cargo                    | Notas        |
| ------------- | ----------------- | ------------------------ | ------------ |
| 2020          | A Fazenda         | Participante (20º lugar) | Temporada 12 |
| 2020-presente | Canta Comigo Teen | Jurado                   |              |